# Dave Pierce
Dave Pierce (Drayton Valley, 24 de outubro de 1972) é um compositor, produtor musical, arranjador e orquestrador. É conhecido por ser o diretor musical das cerimônias de abertura e encerramento dos Jogos Olímpicos de Inverno de 2010.